# ثيو باريش
ثيو باريش (بالإنجليزية: Theo Parrish)‏ هو دي جيه أمريكي، ولد في 1972 في واشنطن العاصمة في الولايات المتحدة.

## وصلات خارجية
- الموقع الرسمي
- ثيو باريش على موقع ميوزك برينز (الإنجليزية)
- ثيو باريش على موقع أول ميوزيك (الإنجليزية)
- ثيو باريش على موقع ديسكوغز (الإنجليزية)